# 111 Westminster Street
111 Westminster Street är en 26 våningar hög skyskrapa i Providence, Rhode Island. Den är med sina 130 meter den högsta i Providence. Byggnaden användes som kontor, men har stått tom sedan Bank of America flyttade ut 2012. Den är byggd in en Art déco stil, och stod färdig 1927. Byggnaden har haft namnen: Bank of America Building, Industrial National Bank Building, Industrial Trust Building, Fleet Bank Building, och är lokalt känd som "the Superman Building".